# Petka (Lazarevac)
Petka (em cirílico:Петка) é uma vila da Sérvia localizada no município de Lazarevac, pertencente ao distrito de Belgrado, na região de Kolubara. Possuía uma população de 1272 habitantes segundo o censo de 2009.

## Demografia
| 1948 | 1953 | 1961 | 1971  | 1981 | 1991  | 2002  |
| ---- | ---- | ---- | ----- | ---- | ----- | ----- |
| 711  | 720  | 776  | 1 105 | 854  | 1 065 | 1 191 |